# Trifolium campestre
Trifolium campestre é uma espécie de planta com flor pertencente à família Fabaceae. 
A autoridade científica da espécie é Schreb., tendo sido publicada em Deutschland Flora 1(4): 16, pl. 253. 1804.
Os seus nomes comuns são trevão ou trevo-amarelo.

## Portugal
Trata-se de uma espécie presente no território português, nomeadamente em Portugal Continental, no Arquipélago dos Açores e no Arquipélago da Madeira.
Em termos de naturalidade é nativa de Portugal Continental e Arquipélago da Madeira e introduzida no arquipélago dos Açores.

## Protecção
Não se encontra protegida por legislação portuguesa ou da Comunidade Europeia.